# 용인대학교
용인대학교(龍仁大學校, Yong In University)는 대한민국 경기도 용인시에 있는 4년제 종합사립대학이다. 올림픽과 세계적인 체육대회에서 금,은,동메달 리스트들을 많이 꾸준히 배출해 내는 대학으로도 유명하다.
1953년 대한유도학교로 설립되었다. 1971년에 대학으로 개편되어 1993년 현재의 교명인 용인대학교로 교명을 변경하여 현재에 이르고 있다. 설립 당시에는 체육학교였으나 대학 개편 이후 규모가 커져 4년제 종합대학으로 승격해 2024년 기준, 5개 단과대학, 36개 학부 전공, 일반대학원과 7개 특수대학원으로 구성되어 있다.
중앙도서관 등 8개의 부속기관과 18개의 부설기관을 설치하고 있으며, 국문 약칭으로 용인대(龍仁大), 영문 약칭으로 YIU 등을 사용하고 있다.

## 역사
1953년 한국 전쟁 직후 전문적인 유도교육기관의 필요성과 민족적 상무 정신의 고양으로 국난타개에 앞장서기 위해 대한유도학교로 설립 인가를 받아, 서울특별시 중구 소공동 111번지에서 개교하게 되었다. 초대 교장은 독립운동가 출신 이범석 선생으로 일제강점기 시대에 독립활동을 하였으며, 해방 후 대한유도회 초대 회장을 맡았다. 1954년에는 1회 졸업생 배출 후 1989년 학교법인이 대명학원에서 단호학원으로 변경되었으며, 1990년에는 4년제 정규대학 대한체육과학대학으로 개편되었다. 1958년 제 2대 교장 이제황 선생, 1974년 제 3대 이원수 이사장이 취임하였다. 1984년에는 LA 올림픽에서 본교 재학생 및 졸업생이 많은 메달을 획득하였다. 1985년 용인캠퍼스의 출발은 생활관(현 인성관), 체육관, 본관 3동의 건물로 시작하였다. 이후 1987년 도서관, 1988년 제 1강의동(현 AI융합대학) 및 세미나동(현 학군단), 1990년 제 2강의동(현 보건복지과학대학)이 완공되었다. 1989년엔 제 4대 이사장으로 이규훈 이사장이 취임하였다. 1990년에는 4년제 정규대학 대한체육과학대학으로 개편되었다. 1992년 본교는 종합대학으로 승격하였으며, 1993년에 대한체육과학대학에서 용인대학교로 교명을 변경하였다. 2003년 6월 개교 50주년을 맞아 단호관(무도대학)이 준공하였고, 2004년 9월 24일 제 5대 이학 이사장 취임하였다. 1994년부터 前김정행 총장이 2~6대 총장으로 취임되었다. 2010년에는 수도권 최초로 군사학과 승인을 받았고, 중앙도서관을 신축하였다. 2014년 現박선경 총장이 7대 총장으로 취임되었으며 2018년 제 8대 총장으로 연임하였다.

## 교육 이념
교육이념
용인대학교는 '道義相磨 欲而爲人'  도의를 갈고 닦아 사회에 이바지할 수 있는 인재상 구현을 교육이념으로 한다
교육목적
용인대학교는 智德體(지덕체)를 함양하여 국가발전과 인류공영에 이바지할 인재를 양성함을 교육목적으로 한다
교육목표
- 한국의 얼과 문화를 빛내는 창의적 인재 양성
- 복지사회 구현에 기여하는 실천적 인재 양성
- 민족상무정신의 전승으로 사회정의 실현에 앞장서는 인재 양성
- 글로벌 시대를 주도할 진취적 인재 양성

## 단과 대학
| - 무도대학 - 유도학과 - 유도경기지도학과 - 무도스포츠학과 - 동양무예학과 - 태권도학과 - 경호학과 | - 체육과학대학 - 스포츠레저학과 - 특수체육교육과 - 체육학과 - 골프학과 | - 문화예술대학 - 무용과 - 미디어디자인학과 - 회화학과 - 국악과 - 연극학과 - 영화영상학과 - 실용음악과 - 문화재학과 - 문화콘텐츠학과 |

| - AI융합대학 - 경영학과 - 관광경영학과 - 경찰행정학과 - 중국학과 - AI학부 | - 보건복지과학대학 - 산업환경보건학과 - 생명과학과 - 식품조리학부 - 물리치료학과 - 사회복지학과 |  |

## 대학원
| - 일반대학원 - 스포츠웰니스산업대학원 - 경영대학원 - 교육대학원 | - 문화예술대학원 - 재활복지대학원 - 태권도대학원 - 통일대학원 |  |

## 국제교류
외국어 교육 프로그램
용인대학교 재학생의 외국어 교육을 위한 전담교수가 상담, 지도, 개별학습 등의 교육 프로그램을 운영하고 있으며, 교내 어학실 및 회화실을 갖추고 있다.
어학연수제도
다양한 어학프로그램을 운영하고 있으며, 매학기 국제교육원의 주최로 교내 외국어(영어, 중국어, 일본어) 경시대회를 개최하여 입상한 학생들에게 하계·동계 해외어학연수의 기회를 제공한다.
교환학생프로그램
사용 언어 영역별로 영어권, 일본어권, 중국어권으로 나누어 1학기에는 3·4월경, 2학기에는 9·10월경에 학생들의 해당지역 언어능력 등을 기준으로 선발된 학생은 교환학생으로의 해외유학 기회가 주어진다.
자매결연대학
| \| - 중국 - 중앙재경대학교 - 하얼빈사범대학교 - 산동대학교 - 길림대학교 - 수도체육학원 - 치치하얼대학 - 절강대학교 - 호남사범대학교 - 절강공상대학교 - 연변대학교 - 심양체육대학교 - 항주강남전문학원 - 숙천택달직업기술학원 - 대만 - 국립체육대학교 - 중국문화대학교 - 일본 - 국제무도대학교 - 나고야예술대학교 - 센다이대학 - 야마구치복지문화대학 - 호주 - 빅토리아대학교 - 스윈번대학교 - 홈즈글렌대학 - 말레이시아 - 헬프대학 \| - 미국 - P.G.C.C - 유타대학교 - 미시시피주립대학교 - 센터너리대학 - 루이스 & 클락 대학 - 스미스소니언 인스티튜트 - 버클리 캘리포니아대학 - 베이컬스필드 캘리포니아주립대학 - 독일 - 쾰른체육대학 - 러시아 - 레츠카프트체육대학 - 캐나다 - 브리티시콜롬비아대학 - 세네카대학 - 위니펙대학교 - 영국 - 켄트미술디자인대학 - 스페인 - 스페인마드리드국립체육대학 - 폴란드 - 요제프피우츠키체육대학 - 필리핀 - 불라칸주립대학교 \| \| | |  |
| - 중국 - 중앙재경대학교 - 하얼빈사범대학교 - 산동대학교 - 길림대학교 - 수도체육학원 - 치치하얼대학 - 절강대학교 - 호남사범대학교 - 절강공상대학교 - 연변대학교 - 심양체육대학교 - 항주강남전문학원 - 숙천택달직업기술학원 - 대만 - 국립체육대학교 - 중국문화대학교 - 일본 - 국제무도대학교 - 나고야예술대학교 - 센다이대학 - 야마구치복지문화대학 - 호주 - 빅토리아대학교 - 스윈번대학교 - 홈즈글렌대학 - 말레이시아 - 헬프대학 | - 미국 - P.G.C.C - 유타대학교 - 미시시피주립대학교 - 센터너리대학 - 루이스 & 클락 대학 - 스미스소니언 인스티튜트 - 버클리 캘리포니아대학 - 베이컬스필드 캘리포니아주립대학 - 독일 - 쾰른체육대학 - 러시아 - 레츠카프트체육대학 - 캐나다 - 브리티시콜롬비아대학 - 세네카대학 - 위니펙대학교 - 영국 - 켄트미술디자인대학 - 스페인 - 스페인마드리드국립체육대학 - 폴란드 - 요제프피우츠키체육대학 - 필리핀 - 불라칸주립대학교 |  |

## 학점/졸업
조기 졸업 제도
우수한 학생에게는 6학기 또는 7학기를 이수하고 소정의 졸업학점을 취득할 경우, 학사 학위를 수여하는 제도이다.
열린 사이버 대학과의 학점 교류
사이버를 통해 학점을 취득하며 학기당 6학점까지 취득할 수 있다.
국내 대학 간 학점교류
용인대학교를 비롯한 경인지역 26개 대학과 학생교류 및 학점 상호인정에 관한 협정이다.
타 대학에서 취득한 학점을 인정하는 제도이다.
교직 과정 인정
교직 과정은 사범계열 학과나 교직과정이 설치·승인된 학과의 학생이 중등학교정교사(2급) 자격증을 취득할 수 있다.

## 장학 제도
장학제도, 지급규제

## 용인인 활동

### 학술활동
단과대학 및 학과, 학회, 동아리별로 전공분야에 대한 학술연구논문 발표대회 및 학술제가 있다. 학술연구논문은 용인대 내·외 학회지나 교지에 수합되어 발간되고 교양강좌도 열린다.

### 교지발간
교지편집위원회에서는 매년 교지(단호)를 발간한다.
학술논문, 교양논문, 문예작품, 사회의 각종 이슈에 대한 정보가 들어가며 백호문학상을 제정하여 매년 우수한 작품을 시상한다.

### 대동제
각종 학술강연회, 발표회, 시화전, 가요제, 동아리 연합축제, 방송제, 각 단과대학별 기획행사이다. 교직원, 동문 및 지역주민도 함께 참여한다.

### 대동체전
단과대학 및 학과별로 나누어 각종 스포츠 시합을 하는 축제이다.

### 용무도
용인대학교 무도연구소를 중심으로 무도대학 내 5개 학과 교수들이 4년 동안 전공 분야 기술을 접목해 만든 종합무술이다. 삼국시대의 화랑도에 사상적 뿌리를 두고 있으며, 태권도·합기도·씨름·검도·유도 등 기존 무술 및 호신술의 장점만 취해 2001년 탄생하였고, 실전무술에 중점을 두고 있다. 특히 호신술에 적합한 실전무술을 지향하기 때문에 스포츠로 자리잡은 태권도·유도 등에서는 거의 사용하지 않는 급소치기·십자목비틀기 등 실전 기술이 포함되어 있다. 이 용무도의 보급을 위해 용인대학교는 무도대학 동양무예학과에 전공 과정을, 사회교육원 내에 지도자 과정을 개설해 매주 청소년을 위한 무료 강좌를 여는 한편, 국제 용무도 캠프를 열어 국제화에도 나서고 있다.

## 부속기관
중앙도서관
용인대학교 중앙도서관은 연면적 7,606m2, 5층 건물 2개동으로 도서 및 기타 자료들을 수집, 정리, 보존하고 있으며 학술정보지원과와 학술정보열람과로 구분되어 있다.

박물관
용인대학교 캠퍼스에 위치한 박물관은 795m2의 전시공간과 수장고, 자료실, 보존처리실, 연구실을 갖추고 있다. 또 박물관은 매년 특별전시와 학술대회를 개최하며, 경력인정 대상기관 및 문화재 발굴·지표조사 전문기관으로 등록되어 있다.
체육지원실
체육우수자 및 훈련단의 제반 업무를 전담하기 위해 체육지원실을 설치 운영하고 있다
신문방송국
대학신문사 : 용인대학교의 언론기관이다
교육방송국 : 1986년 10월 23일 개국하였고, 국훈은 진실, 창조, 성실이다
산학협력단
산업체와 연계한 산학협력활동 및 위탁연구 확대를 통해서 인력양성, 연구개발, 기술 이전 등의 제반업무를 하며 행정업무도 지원한다
스포츠·웰니스연구센터
정보관리실
정보관리실은 초고속 유무선통신망, 종합정보시스템, 강의지원시스템, 포탈시스템 등의 IT서비스를 통하여 정보전달 시스템을 제공한다

## 부설기관
| - 생활체육지도자연수원 - 평생교육원 - 국외여행인솔자연수원 - 교육연수원 - 장애인스포츠지도자연수원 - 무도연구소 - 체육과학연구소 - 학생생활연구소 | - 산업경영연구소 - 자연과학연구소 - 인문사회과학연구소 - 특수체육연구소 - 전통문화연구소 - 문화콘텐츠연구소 - 골프연구소 - 교수학습지원센터 |  |

## 사진

용인대학교 교내 주요 건물
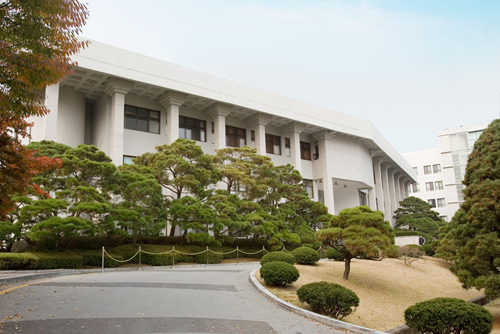
대학본부
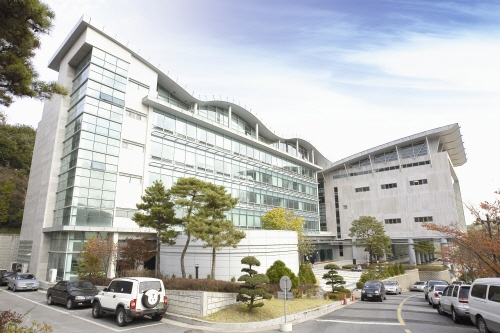
무도대학
체육과학대학체육과학대학
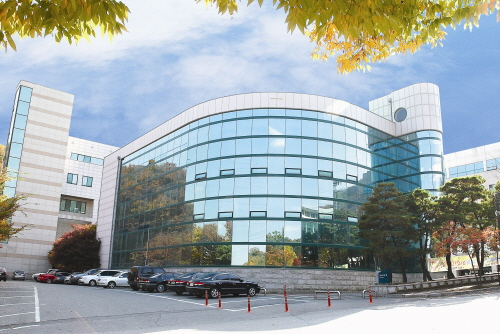
문화예술대학
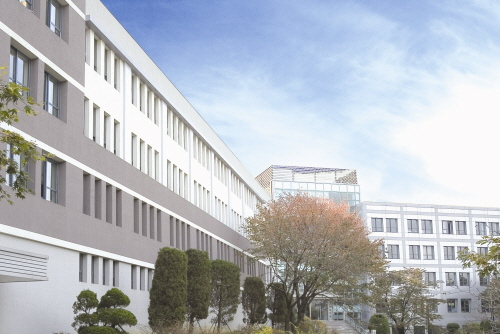
AI융합대학
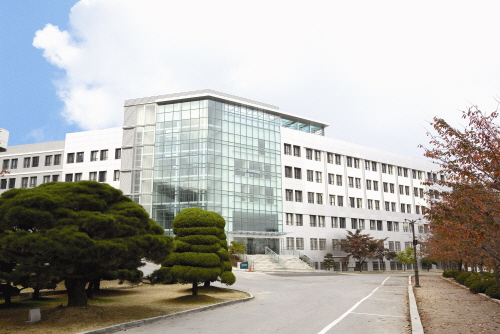
보건복지과학대학 1동
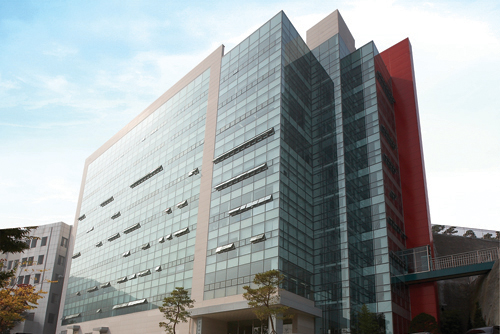
보건복지과학대학 2동
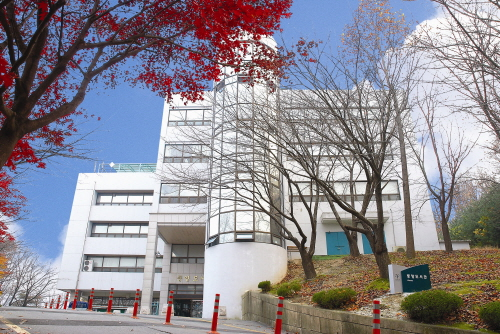
중앙도서관(구)
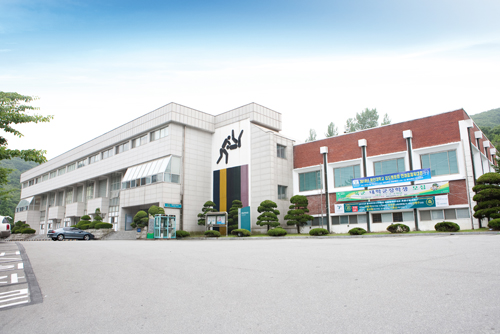
종합체육관
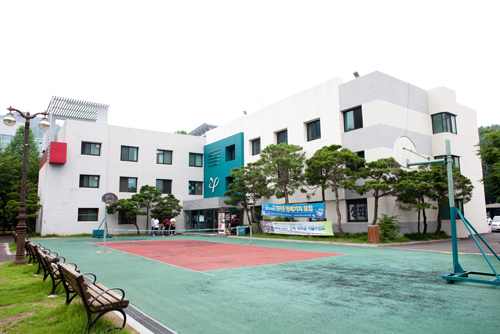
인성관
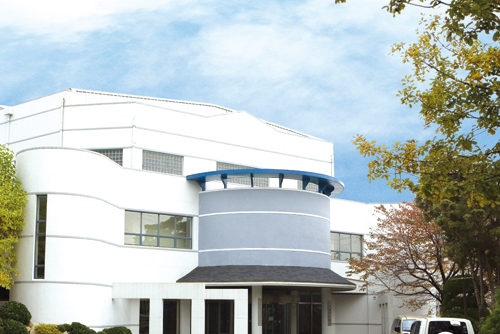
학생군사교육단
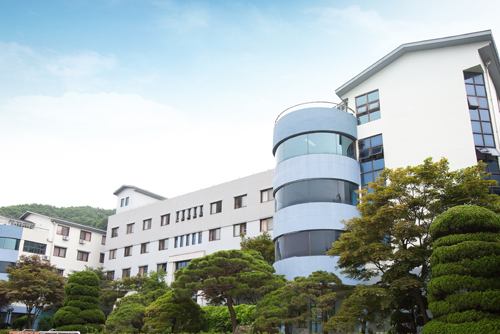
생활관
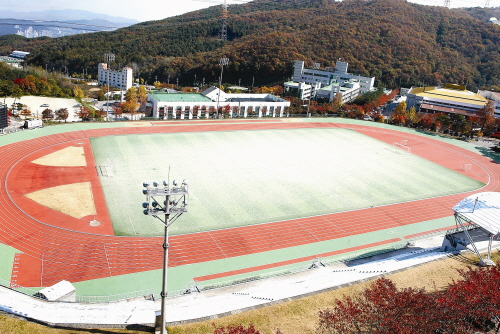
종합운동장
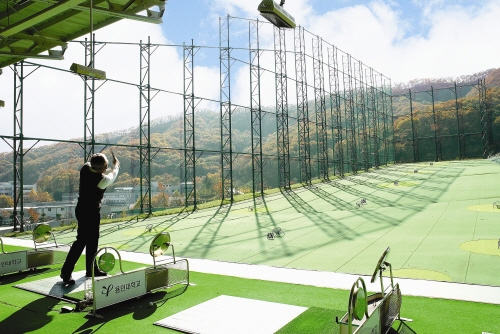
골프장
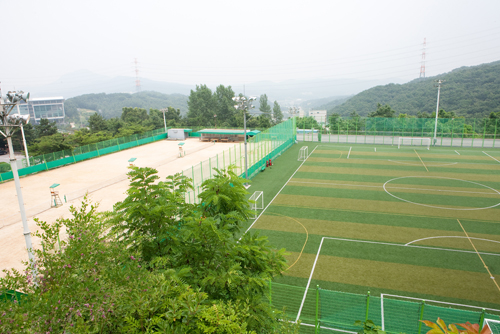
다목적 야외체육시설
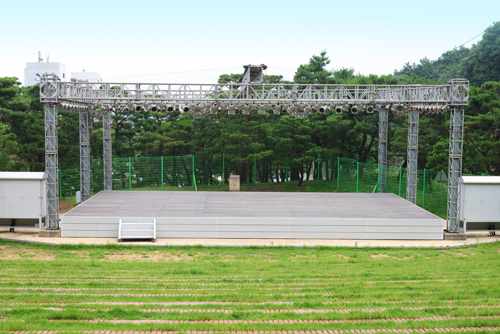
야외공연장